# Malurus leucopterus
El maluro aliblanco o ratona australiana de alas blancas (Malurus leucopterus) es una especie de ave paseriforme de la familia Maluridae. Vive en las zonas áridas del centro de Australia, desde el interior de Queensland y Australia Meridional hasta Australia Occidental. Como los otros maluros, esta especie presenta un marcado dimorfismo sexual. En el grupo social uno o más machos exhiben un plumaje de vivo colorido durante la estación de cortejo, generalmente con el cuerpo azul intenso, alas blancas y pico negro. Las hembras, menores que los machos, son de color pardo pálido con las plumas de la cola azul claro. Los machos adultos jóvenes son casi indistinguibles de las hembras, aunque a menudo sean los machos reproductores. Por ello las bandadas de ratonas de alas blancas en primavera y verano constan de machos viejos con vivos colores acompañados de individuos menores de color pardo, algunos de los cuales también son machos.
Se reconocen tres subespecies. Además de la subespecie continental hay una en la isla Dirk Hartog y otra en la isla de Barrow en la costa occidental de Australia. Los machos de estas subespecies isleñas tienen plumajes de cortejo de color más próximo al negro que al azul. 
Las ratonas de alas blancas son principalmente insectívoras, complementando su dieta con pequeños frutos y brotes de hojas. Se encuentran en zonas de arbusto y matorral áridas donde las plantas bajas les proporcionan cobertura. Como las otras especies de su género crían de forma cooperativa y los pequeños grupos defienden los territorios donde viven. Los grupos constan de una pareja monógama con varios individuos ayudantes que cooperan en la cría de los pollos. Estos ayudantes son hijos de la pareja que han alcanzado la madurez sexual pero que permanecen con el grupo familiar durante uno o más años. Aunque no se ha confirmado genéticamente, es probable que sean promiscuas como otras ratonas. Como parte de la parada nupcial el macho suele arrancar pétalos de flores y los exhibe frente a las hembras.

## Taxonomía
El primer espécimen de ratona de alas blancas fue capturado por los naturalistas franceses Jean René Constant Quoy y Joseph Paul Gaimard en septiembre de 1818, en el viaje de Louis de Freycinet alrededor del hemisferio sur. El espécimen se perdió en el naufragio del barco pero un dibujo de Jacques Arago titulado Mérion leucoptère sobrevivió permitiendo su descripción en 1824 por el ornitólogo Charles Dumont de Sainte Croix. El nombre de la especie deriva de los términos griego leuko- (blanco) y pteron (ala).
Casualmente el primer espécimen era un macho con plumaje negro de la subespecie de la isla Dirk Hartog, de la que no volvió a tener registros en 80 años. Mientras que la subespecie más abundante de plumaje azul fue descubierta y descrita como dos especies distintas por John Gould en 1865. Llamó a un espécimen recolectado en el interior de Nueva Gales del Sur White-winged Superb Warbler (curruca soberbia de alas blancas), M. cyanotus, mientras que la que tenía la espalda y las alas blancas fue descrita como M. leuconotus, White-backed Superb Warbler (curruca soberbia de espalda blanca). Hasta el siglo XX no se unificaron ambas formas de plumaje azul en una sola especie. George Mack, ornitólogo del Museo nacional de Victoria consideró que el nombre específico leuconotus era precedente en su revisión del género de 1934, y los estudios posteriores siguieron su ejemplo. La zona entre los hombros de hecho está desnuda, con plumas que surgen de la zona escapular y se extienden desde el interior originando distintos diseños. Esta variación confundió a los primeros naturalistas que describieron las formas de espalda blanca y espalda azul. Se alude frecuentemente a la ratona de alas blancas como ratona azul y blanca.
En un principio las ratonas fueron incluidas en la familia de los papamoscas del Viejo Mundo, Muscicapidae, y posteriormente se les incluyó en la familia de las currucas, Sylviidae, antes de ser colocadas en su nueva familia Maluridae en 1975. Análisis de ADN han mostrado que la familia Maluridae está relacionada con Meliphagidae (melífagos), y Pardalotidae, incluyéndoles a todos en la superfamilia Meliphagoidea.
Dentro de Maluridae es una de las 12 especies del género Malurus. Está próximamente emparentada con la ratona de lomo rojo, con la que forma un clado que tiene como especie más próxima a la ratona blanca y negra de Nueva Guinea. El ornitólogo Richard Schodde denomina a estas tres especies ratonas bicolor (bicoloured wrens), en las que destaca la falta de patrones de color en la cabeza o copetes auriculares y su plumaje uniforme negro o azul en contraste con el color sus alas o espaldas, reemplazándose geográficamente las unas a las otras a lo largo de Australia y Nueva Guinea.

### Subespecies
Hay tres subespecies reconocidas de Malurus leucopterus:
- M. l. leuconotus es endémica del continente australiano y se diferencia en que es la única subespecie en la que los machos tienen el plumaje nupcial azul y blanco.[17] El nombre de esta subespecie deriva de los términos griegos leukos «blanco» y notos «espalda».[4] Las aves del sur de su área de distribución tienden a ser más pequeñas que las del norte.[18]
- M. l. leucopterus está restringida a la isla Dirk Hartog, en la costa occidental de Australia, y el plumaje nupcial de sus machos es negro y blanco.[17] Esta subespecie es la más pequeña de las tres y la que tiene proporcionalmente más larga la cola.[18] Fue reencontrada y descrita por Tom Carter en 1916, 98 años después de que la expedición de Freycinet recogiese el espécimen tipo.[19]
- M. l. edouardi, como M. l. leucopterus tiene machos negros y blancos, se encuentra solo en la isla de Barrow, también en la costa occidental de Australia.[17] Los individuos de esta subespecie son más grandes que los de M. l. leucopterus pero tienen la cola más corta. Las hembras tienen un plumaje con un matiz más canela a diferencia del pardo grisáceo de las otras dos subespecies.[18] Fue descrita por A.J. Campbell en 1901.[20]

M. l. leucopterus y M. l. edouardi ambas son generalmente más pequeñas que sus parientes continentales, y también ambas subespecies tienden a tener grupos familiares más pequeños, consistentes en un macho y una hembra y ocasionalmente un ayudante. Aunque las subespecies insulares y la continental tienen estructuras sociales similares, las parejas reproductoras de ambas islas tienen, como media, puestas más pequeñas, mayores tiempos de incubación y menores de emplumada. En cuanto a su conservación, mientras que M. l. leuconotus es considerada como preocupación menor por la UICN por su amplia distribución, las dos subespecies isleñas son consideradas vulnerables por el gobierno de Australia debido a que pueden ser fácilmente molestadas en sus lugares de puesta por las construcciones humanas y las poblaciones.

### Historia evolutiva
Las dos subespecies isleñas están más próximas genéticamente entre sí que de la población continental de leuconotus, La isla Dirk Hartog está a 2 km del continente mientras que la isla Barrow está a 56 km del continente. Existió un flujo genético entre las poblaciones hasta el inicio del actual periodo interglacial, hace unos 8.000 o 10.000 años, cuando el nivel del mar todavía estaba bajo y ambas islas estaban conectadas con el continente.
Hay tres teorías de como evolucionaron las tres subespecies de ratona de alas blancas. La primera sugiere que el plumaje negro y blanco era el color primigenio y que tras la separación apareció el plumaje azul y blanco en la subespecie del continente. La segunda hipótesis sugiere que el plumaje negro evolucionó convergentemente por separado en las dos islas. Y la tercera sugiere que el plumaje negro y blanco evolucionó una vez a partir del color azul ancestral y que posteriormente la subespecie evolucionó de nuevo hacia el azul.
La distribución de las tres ratonas bicolor indica que su ancestro vivió en Nueva Guinea y el norte de Australia en el periodo en el que el nivel del mar estaba bajo y ambas regiones estaban unidas por un puente de tierra. Cuando el nivel del mar subió las poblaciones quedaron separadas, evolucionando en Nueva Guinea la ratona blanca y negra. Las poblaciones australianas se separarían originando la ratona australiana de lomo rojo y la de alas blancas al adaptarse ésta a las zonas áridas.

## Descripción

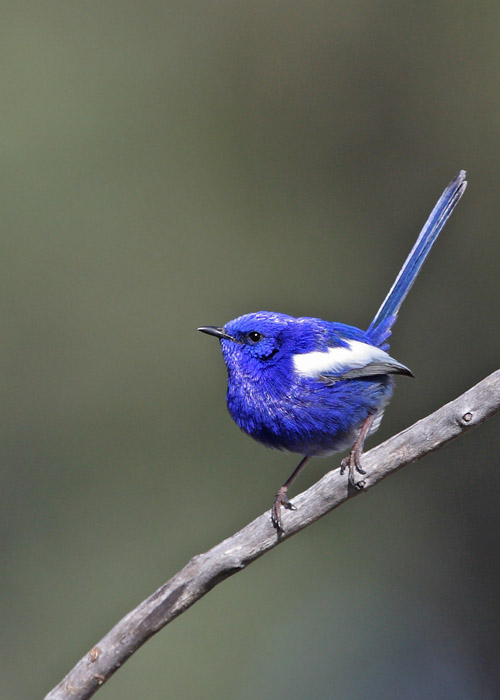
Macho con plumaje reproductivo.

Con una longitud de entre 11 y 13,5 cm la ratona australiana de alas blancas es una de las especies más pequeñas del género Malurus. Los machos suelen pesar entre 7,2 g y 10,9 g mientras que las hembras pesan entre 6,8 g y 11 g. El pico es relativamente largo, con una longitud media del pico de 8,5 mm en los machos y 8,4 en las hembras, siendo estrecho y puntiagudo y más ancho en la base. El pico tiene más anchura que profundidad y es de una forma similar al de otras aves que sondean o pican en busca de insectos. En esta especie es más fino y puntiagudo que el del resto de las ratonas australianas.
Los adultos completamente desarrollados presentan dimorfismo sexual, siendo los machos más grandes y de diferente color que las hembras. Las hembras adultas son de color tierra pálido con la cola de color azul muy claro y con el pico crema rosado. Los machos con plumaje de cortejo tienen el pico negro, alas y hombros blancos, el resto del cuerpo azul cobalto o negro (dependiendo de la subespecie a la que pertenezca). Este contraste con las plumas blancas se hace más evidente durante el vuelo o las exhibiciones en el suelo de la parada nupcial. Los machos con plumaje postnupcial se parecen a las hembras, aunque pueden distinguirse por su pico más oscuro. Ambos sexos tienen colas largas, esbeltas y conspicuas que mantienen alzadas. La cola mide alrededor de 6,25 cm y tiene plumas con un borde blanco que desaparece con el tiempo.

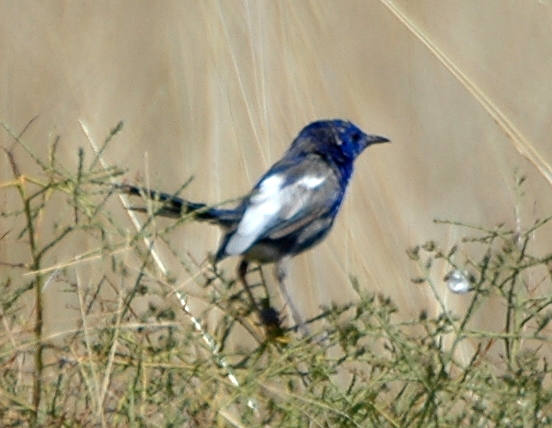
Macho durante la muda, perdiendo el plumaje de cortejo,
sur de Queensland.

Los pollos y los juveniles tienen un plumaje pardo y picos pardo-rosáceo y colas más cortas que los adultos. Los machos jóvenes desarrollan plumas azules en la cola y picos más oscuros al final del verano principio del otoño (tras la estación de cría), mientras que las hembras adquieren colas de color azul claro. En la siguiente primavera todos los machos son fértiles y desarrollan protuberancias alrededor de la cloaca que almacenan esperma. Por su parte durante la estación de cría las hembras fértiles desarrollan áreas edematosas de incubación, que consisten en un área desnuda en su barriga, llamadas placas de incubación. Los machos al entrar en su segundo o tercer año desarrollan durante la época de cría un plumaje punteado de azul y blanco. Y al llegar a su cuarto año adquieren su plumaje nupcial definitivo, con sus plumas escapulares y las secundarias y terciarias de las alas blancas y el resto de su cuerpo de un brillante azul cobalto. Todos los machos adultos mudan su plumaje dos veces al año, una en invierno o primavera antes de la estación de cría y otra en otoño; raramente un macho cambia el plumaje nupcial directamente a otro plumaje nupcial. El plumaje de color azul de los machos es iridiscente, particularmente la zona alrededor de los oídos, debido a las superficie planas y retorcidas de las bárbulas. El plumaje azul también refleja la luz ultravioleta ya que su visión del color se extiende a esta parte del espectro, posiblemente más que en el resto de las ratonas.

### Cantos y reclamos
En 1980, Tideman, caracterizó cinco patrones de llamadas entre los Malurus leucopterus leuconotus; estos fueron también reconocidos por Pruett y Jones en la subespecie isleña M. l. edouardi. La llamada principal es un canto que emiten ambos sexos para reclamar su territorio y unificar al grupo. Es un canto largo con notas que suben y bajan, que primero es señalado con de 3 a 5 «chip». Aunque aparentemente débil el sonido llega lejos entre los matorrales bajos. Usan una llamada fuerte «trit» para establecer contacto (especialmente entre las madres y sus hijos) y una voz de alarma que se caracteriza por una serie de llamadas altas y abruptas que varían de frecuencia e intensidad. Los adultos pían de forma alta y aguda pudiendo intercalarlo con cantos para ponerse en contacto con aves que estén a más distancia. Los pollos y hembras alrededor del nido pían, hacen pitidos altos y llamadas cortas. Las hembras adultas también emitirán llamadas chillonas. Los pollos además gorjean cuando son alimentados. Los ayudantes y los que alimentan pueden también hacer ese sonido.

## Distribución y hábitat
Las ratonas de alas blancas están bien adaptadas a los medios secos, y M. l. leuconotus se encuentra a lo largo de los entornos áridos y semiáridos entre las latitudes 19 y 32.o S. del continente australiano. Ocupa las costas del occidente de Australia desde Port Hedland hasta Perth en el sur, y se extiende hacia el este hasta Mount Isa en Queensland, y a lo largo de la parte occidental de la Gran Cordillera Divisoria hasta el interior de Queensland y el oeste de Nueva Gales del Sur, adentrándose en la esquina noroeste de Victoria y la península de Eyre y cruzando el Nullarbor. Corrientemente cohabita con otras especies de ratonas, como la ratona australiana variada (M. lamberti assimilis). Las ratonas de alas blancas a menudo habitan en zonas de arbustos o zonas sin árboles dominadas por matorrales del género Maireana, o praderas de hierbas como Triodia y Zygochloa, además de zonas inundables cubiertas con plantas del género Muehlenbeckia. M. l. leucopterus ocupa zonas similares en la isla Dirk Hartog y lo mismo M. l. edouardi en la isla Barrow. La ratona de alas blancas es reemplazada en el norte de su área de distribución en el continente australiano por la ratona de lomo rojo.

## Comportamiento
La forma más corriente de locomoción es a saltos con ambas patas juntas, tanto al impulsarse como al aterrizar. Aunque estas aves pueden correr cuando despliegan la maniobra de distracción de los depredadores conocida como carrera de roedor. Se equilibran con la ayuda de su relativamente larga cola, que generalmente mantienen en posición alta y raramente quieta. Las alas cortas y redondeadas les proporcionan un buen impulso inicial y les sirven para vuelos cortos, aunque no para vuelos más prolongados.
Las ratonas de alas blancas viven en grupos sociales complejos. Los clanes constan de 2 a 4 pájaros, generalmente con un macho pardo o parcialmente azul y una hembra adulta. Los ayudantes son individuos jóvenes criados en años anteriores en el grupo familiar y que permanecen en él colaborando en la cría de los pollos, pueden ser machos que todavía mantienen plumaje pardo o hembras. Las aves se suelen posar unas junto a otras bajo coberturas vegetales densas y se dedican al acicalado mutuo. Varios subgrupos viven en un territorio formando parte del mismo clan, que son presididos por un macho adulto que se cubre de plumaje nupcial. El macho azul (o negro) domina al resto de los machos pardos o parcialmente azules del clan, anida con solo una hembra y contribuye solo en la cría de los pollos de ésta. Aún no se ha estudiado adecuadamente si además será el padre de los pollos de algún otro nido de su territorio.
Cada clan tiene un territorio donde se pueden alimentar y que todos sus miembros defienden. El tamaño de los territorios, normalmente 4–6 ha, está en relación con la cantidad de lluvia y recursos alimenticios de la región; los territorios más pequeños se dan donde los insectos y demás recursos son abundantes. Por ello los territorios de alimentación son más grandes durante el invierno cuando estas aves pasan mucho más tiempo alimentándose con el resto del grupo. Por vivir en terrenos áridos las ratonas de alas blancas ocupan territorios más grandes que otras especies de ratonas.
Se ha observado en esta especie rituales de aleteo en varias situaciones: en las hembras respondiendo, y presumiblemente aceptando, la exhibición de cortejo de los machos; de los juveniles pidiendo comida; de los ayudantes hacia las aves mayores; y de los machos inmaduros hacia los machos adultos. Entonces las ratonas bajan la cabeza y la cola, despliegan y agitan las alas y mantienen el pico abierto en silencio.
Tanto el macho como la hembra realizan una exhibición conocida como carrera de roedor para distraer a los predadores que se acercan al nido con huevos o pollos. Entonces se posan en el suelo bajando la cabeza y cola, despliegan las alas y erizan las plumas y empiezan a correr rápidamente emitiendo llamadas de alarma y cambiando de dirección continuamente. A este comportamiento deben su denominación de ratonas.

### Alimentación
Las ratonas de alas blancas son principalmente insectívoras, en su dieta se incluyen pequeños escarabajos, chinches, polillas, mantis, orugas y otros pequeños insectos además de arañas. Los insectos más grandes son generalmente dados como comida para los pollos por parte de las hembras y los ayudantes, incluido el macho dominante. Los adultos y los juveniles se alimentan a saltitos entre los arbustos del suelo, y pueden complementar su dieta con semillas y frutas de plantas de géneros como Rhagodia y Chenopodium y brotes de Tecticornia. Durante la primavera y el verano las aves están activas a ratos durante el día, y acompañan sus tiempos de alimentación con cantos. Los insectos son numerosos y fáciles de atrapar, lo que permite a las aves descansar entre incursiones. Generalmente el grupo se refugia y descansa durante las horas del día de más calor. Les resulta más difícil encontrar comida durante el invierno y tienen que pasar casi todo el tiempo en su búsqueda.

### Cortejo y cría
Las ratonas muestran una de las tasas más altas de apareamientos "extraconyugales" y muchas veces los pollos son hijos de un macho que no es el nidificante. Aunque todos los detalles del cortejo de las ratonas de alas blancas aún no se han desvelado. Se han observado machos de plumaje azul fuera de sus territorios y en algunos casos llevando pétalos rosas o morados, al igual que se ha visto en los demás machos del género que se aparean con las hembras vecinas. En cambio los machos de plumaje negro de las islas Barrow y Dirk Hartog suelen llevar pétalos azules. Aunque llevar pétalos fuera del territorio del clan hace suponer que los apareamientos con las hembras vecinas ocurren, es necesario la confirmación con análisis genéticos.
Durante la parada nupcial el macho se arquea hacia la hembra, dirige el pico hacia el suelo y extendiendo y aplanando su plumaje en un plano casi horizontal durante unos 20 segundos. En esta pose el plumaje blanco forma una franja a lo largo del plumaje oscuro.
Las hembras reproductoras empiezan a construir sus nidos en primavera realizando estructuras abovedadas compuestas de telarañas, pajitas y pelusas y fibras vegetales. El tamaño del nido oscila entre 6–14 cm de alto y 3–9 mm de ancho. Cada nido, que están situados en matorrales densos cerca del suelo, tiene una entrada pequeña. La nidada de 3–4 huevos generalmente se empolla entre septiembre y enero. La incubación dura unos 14 días. Las ratonas de alas blancas normalmente crían en primavera en el suroeste de Australia Occidental, pero son oportunistas en las regiones áridas del centro y norte de Australia donde crían tras un periodo de lluvias. La incubación la realiza solo la hembra reproductora, aunque el macho reproductor y los ayudantes colaboran en la alimentación de los pollos y en la retirada de sus sacos fecales. Los polluelos recién eclosionados son altriciales y piden inmediatamente comida, desarrollan plumón y abren los ojos al tercer y cuarto día. Los pollos permanecen en el nido unos 10–11 días, aunque siguen siendo alimentados durante 3 o 4 semanas después de dejar el nido. Los juveniles permanecen en el grupo familiar y ayudan a criar a la siguiente nidada o se trasladan a un territorio cercano. No es infrecuente que una pareja saquen adelante dos nidadas en una temporada de cría, y los ayudantes tienden a aliviar el estrés de la hembra reproductora al aumentar el número total de aportaciones alimenticias. Como otras ratonas, la de alas blancas es propensa a sufrir parasitismo de puesta por parte del cuco de Horsfield (Chalcites basalis). Son raros los registros de parasitismo por parte de otros cucos como C. lucidus y C. osculans.

## Predadores
Los adultos y las crías pueden ser cazados por mamíferos introducidos en Australia como los gatos asilvestrados o los zorros rojos (Vulpes vulpes) y aves nativas como la urraca australiana (Gymnorhina tibicen), los pájaros matarife (Cracticus spp.), el cucaburra riente (Dacelo novaeguineae), currawongs (Strepera spp.), cuervos (Corvus spp.) y charlatanes verdugo (Colluricincla spp.), además de por reptiles como los goannas (Varanus spp.). Otra amenaza que pende sobre estas aves son los humanos, muchos nidos son pisoteados durante la estación de cría (incluso por observadores de pájaros ocasionales) al estar escondidos cerca del suelo y ser difíciles de detectar por los paseantes.